# Chaetophoraceae
Famille
La famille des Chaetophoraceae regroupe des algues vertes de l'ordre des Chaetophorales. 

## Étymologie
Le nom vient du genre type Chaetophora, composé du préfixe chaet- « poil, soie », et du suffixe -phor « qui porte », littéralement « porteur de poils ».

## Liste des genres
Selon AlgaeBase (29 avril 2013) :
- Arthrochaete Rosenvinge
- Caespitella Vischer
- Cedercreutziella Vischer
- Chaetomnion Skuja
- Chaetonemopsis L.Gauthier-Lièvre
- Chaetophora Schrank
- Chamaetrichon D.D.Tupa
- Chloroclonium Borzì
- Chlorotylium Kützing
- Choreoclonium Reinsch
- Coccobotrys Chodat
- Crenacantha Kützing
- Diaphragma Geitler
- Didymosporangium F.D.Lambert
- Draparnaldia Bory de Saint-Vincent
- Draparnaldiopsis G.M.Smith & Klyver
- Elaterodiscus P.(J.L.) Dangeard
- Endoclonium Szymanski (Czymanski)
- Endoderma Lagerheim
- Endophyton N.L.Gardner
- Entodictyon Schiffner
- Epibolium Printz
- Fritschiella Iyengar
- Gloeoplax Schmidle
- Gongrosira Kützing
- Gongrosirella P.J.L.Dangeard
- Hazenia H.C.Bold
- Helicodictyon L.A.Whitford & G.J.Schumacher
- Herposteiron Nägeli
- Ireksokonia Meyer
- Iwanoffia Pascher
- Jaagiella Vischer
- Klebahniella Lemmermann
- Kymatotrichon B.Schussnig
- Leptosiropsis C.-C.Jao
- Myxonemopsis C.Meyer
- Nayalia P.C.Silva
- Periplegmatium Kützing
- Pilinella Hollenberg
- Pirula J.W.Snow
- Pleurangium Skuja
- Pleurococcus Meneghini
- Protoderma Kützing
- Pseudochaete West & G.S.West
- Skvortzoviothrix Bourrelly
- Sporocladopsis Nasr
- Stereococcus Kützing
- Stigeoclonium Kützing
- Streptochlora J.B.Petersen & J.B.Hansen
- Thamniochloris P.(J.L.) Dangeard
- Thamniolum Woronichin
- Trichodiscus Welsford
- Trichosarcina H.W.Nichols & Bold
- Tumulofilum Beger
- Uronema Lagerheim
- Zoddaea Borzì
- Zygomitus Bornet & Flahault

Selon ITIS (29 avril 2013) :
- Acrochaete N. Pringsheim, 1863
- Aphanochaete A. Braun, 1851
- Bolbocoleon N. Pringsheim, 1863
- Chaetobolus Rosenvinge, 1893
- Chaetonema Nowakowski, 1876
- Chaetophora F. Schrank, 1789
- Chlorotylium Kuetzing, 1843
- Desmococcus F. Brand, 1925
- Dicranochaete Hieronymus, 1887
- Draparnaldia Bory De St. Vincent, 1808
- Draparnaldiopsis Smith & Klyver, 1929
- Ectochaete J. Huber, 1892
- Endophyton N. L. Gardner, 1909
- Entocladia Reinke, 1879
- Epicladia Reinke, 1889
- Gongrosira Kützing, 1843
- Helicodictyon Whitford & Schumacher
- Internoretia W. A. Setchell & N. L. Gardner, 1920
- Microthamnion Naegeli In Kuetzing, 1849
- Ochlochaete G. H. K. Thwaites, 1894
- Phaeophila Hauck, 1876
- Pilinella Hollenberg, 1971
- Pringsheimiella F. Von Hoehnel, 1920
- Protoderma
- Pseudendoclonium Wille, 1901
- Pseudodictyon N. L. Gardner, 1909
- Pseudopringsheimia Wille In Engler & Prontl., 1909
- Pseudulvella Wille In Engler & Prontl., 1909
- Schizomeris Kuetzing, 1843
- Stigeoclonium Kuetzing, 1843
- Thamniochaete Gay, 1893
- Ulvella P. L. Crouan & H. M. Crouan, 1859
- Uronema Lagerheim, 1887

Selon World Register of Marine Species (29 avril 2013) :
- Acroblaste Reinsch, 1879
- Arthrochaete Rosenvinge, 1898
- Caespitella Vischer, 1933
- Cedercreutziella Vischer, 1960
- Chaetomnion Skuja, 1937
- Chaetonemopsis L.Gauthier-Lièvre, 1954
- Chaetophora Schrank, 1783
- Chamaetrichon D.D.Tupa, 1974
- Chloroclonium Borzì, 1895
- Chlorotylium Kützing, 1843
- Choreoclonium Reinsch, 1876
- Coccobotrys Chodat, 1913
- Crenacantha Kützing, 1843
- Dermatophyton A.Peter, 1886
- Diaphragma L.Geitler, 1942
- Didymosporangium F.D.Lambert, 1912
- Draparnaldia Bory de Saint-Vincent, 1808
- Draparnaldioides C.Meyer & Skabichevskij, 1976
- Draparnaldiopsis G.M.Smith & Klyver, 1929
- Elaterodiscus P.(J.L.) Dangeard, 1967
- Endoclonium Szymanski (Czymanski), 1878
- Endoderma Lagerheim, 1883
- Endophyton N.L.Gardner, 1909
- Entodictyon Schiffner, 1931
- Epibolium Printz, 1916
- Fritschiella Iyengar, 1932
- Gloeoplax Schmidle, 1899
- Gongrosira Kützing, 1843
- Gongrosirella P.(J.L.) Dangeard, 1970
- Hazenia H.C.Bold, 1958
- Helicodictyon L.A.Whitford & G.J.Schumacher, 1996
- Internoretia Setchell & Gardner, 1920
- Ireksokonia K.J.Meyer, 1927
- Iwanoffia Pascher, 1905
- Jaagiella Vischer, 1960
- Klebahniella E.Lemmermann, 1895
- Kymatotrichon B.Schussnig, 1928
- Leptosiropsis C.-C.Jao, 1940
- Myxonemopsis C.Meyer, 1930
- Nayalia P.C.Silva, 1959
- Periplegmatium Kützing, 1843
- Pilinella Hollenberg, 1971
- Pirula J.W.Snow, 1912
- Pleurangium Skuja, 1937
- Pleurococcus Meneghini
- Pringsheimiella Höhnel, 1920
- Protoderma Kützing, 1843
- Pseudochaete West & G.S.West, 1903
- Skvortzoviothrix Bourrelly, 1973
- Sporocladopsis Nasr, 1944
- Stigeoclonium Kützing, 1843
- Streptochlora J.B.Petersen & J.B.Hansen, 1960
- Stromatella Kornmann & Sahling, 1985
- Thamniochloris P.(J.L.) Dangeard, 1966
- Thamniolum Woronichin, 1937
- Trichodiscus Welsford, 1912
- Trichosarcina H.W.Nichols & Bold, 1965
- Tumulofilum H.Berger, 1941
- Uronema Lagerheim, 1887
- Zoddaea Borzì, 1906
- Zygomitus Bornet & Flahault, 1889
- Herposteiron Nägeli, 1849